# NGC 6208
NGC 6208 is een open sterrenhoop in het sterrenbeeld Altaar. De sterrenhoop ligt 3061,14 lichtjaar van de Aarde verwijderd en werd op 28 juli 1826 ontdekt door de Schotse astronoom James Dunlop.

## Synoniemen
- OCL 964
- ESO 179-SC14